# McDonald Ridge
McDonald Ridge ist ein hauptsächlich vereister Gebirgskamm im ostantarktischen Enderbyland. Er ragt 35 km südöstlich des Mount Biscoe zwischen dem Johnston Peak und dem Douglas Peak auf.
Luftaufnahmen, die 1956 im Zuge der Australian National Antarctic Research Expeditions entstanden, dienten seiner Kartierung. Das Antarctic Names Committee of Australia benannte ihn nach Keith R. McDonald, Funker auf der Mawson-Station im Jahr 1961.